# Molare
Molare là một đô thị ở tỉnh Alessandria trong vùng Piedmont của Italia, có vị trí cách khoảng 90 km về phía đông nam của Torino và khoảng 35 km về phía nam của Alessandria. Tại thời điểm ngày 31 tháng 12 năm 2004, đô thị này có dân số 2.101 người và diện tích là 32,8 km².
Molare giáp các đô thị: Cassinelle, Cremolino, Ovada, Ponzone, Rossiglione, và Tiglieto.